# 安第斯 (安蒂奧基亞省)
安第斯是哥倫比亞的城鎮，位於該國西北部，由安蒂奧基亞省負責管轄，距離首府麥德林121公里，始建於1850年，面積444平方公里，海拔高度1,360米，2011年人口44,278。
5°35′N 75°55′W / 5.583°N 75.917°W